# Jett Rebel
Jett Rebel, artiestennaam van Jelte Steven Tuinstra (Den Haag, 24 januari 1991), is een Nederlandse zanger, componist, multi-instrumentalist en producer. Jett Rebel is een artiest die in wisselende bandformaties live optreedt. Soms alleen, soms met een achtkoppige band, dan weer in een driemansformatie.

## Achtergrond
Tuinstra is geboren op 24 januari 1991 in Den Haag; het gezin woonde in het Laakkwartier. Al op jonge leeftijd (1993) verhuisde hij van Den Haag naar het in zijn ogen saaie Baarn. In 2023 woont hij al enkele jaren in een klein dorp in de Achterhoek, soms te rustig naar zijn mening, maar een prima uitvalsbasis.

## Beginjaren
Tuinstra groeide op in een muzikale kunstenaarsfamilie, hij bleek aanleg te hebben voor muziek. Tuinstra begon op jonge leeftijd met het opnemen van muziek (4, 5 jaar), met behulp van een cassetterecorder, later complete albums. Voor zijn 10e jaar speelde Tuinstra al verschillende instrumenten, drumstel (5 jaar), piano (6 jaar), (gitaar 8-9 jaar), basgitaar (9-10 jaar) en na zijn 10e vond hij meer verdieping in allerlei synthesizers en andere muziekinstrumenten. Tuinstra zegt hierover dat het altijd een soort hobby is om zoveel mogelijk instrumenten te leren bespelen. In zijn kinderjaren zong hij in het jeugdkoor van Majel Lustenhouwer, op plaatopnames van onder anderen Rob de Nijs en Jochem van Gelder. In 2003 deed hij met zijn eerste band The Edge mee aan de voorrondes van het eerste Junior Songfestival. "Ik was een jaar of twaalf. Met een paar vrienden hadden we een bandje, Edge. We hadden een eigen nummer en zouden optreden in een tv-show. De producer daarvan zou ons lied eerst nog wel even onder handen nemen. Toen we het terugkregen, herkenden we het bijna niet meer. Het was helemaal gladgestreken. We hebben staan huilen en schreeuwen daar, want dat pikten we niet. Ook al waren we nog maar kleine jongens, we hadden al een sterke mening." In zijn middelbareschooltijd speelde hij onder meer in de lokaal bekende formaties Bitter Lemon, Fubroz, Metro Mortale en The Zoo. Tuinstra verkende veel verschillende muzikale genres; funk tot progressieve rock, van jazz tot het zingen van middeleeuwse koormuziek. Tuinstra had in deze periode al meer dan vijf soloplaten opgenomen zonder iets te publiceren. Het eerste soloalbum dat ooit het licht zag was Red Coat uit 2009. Een conceptalbum over een tienerliefde, waarin het fundament voor de Jett Rebel-sound te horen is. Tuinstra speelde meer dan vijftien instrumenten op de plaat; hij was toen 17 a 18 jaar. Met Metro Mortale nam Tuinstra, samen met Willem Wits en Marnix Dorrestein het titelloze debuutalbum op; Metro Mortale in het ouderlijke huis van Dorrestein, dat uitkwam op 29 mei 2010 op Bandcamp. Er zijn van deze opnames korte video's gemaakt als in een 'real life soap' in verschillende delen hoe het album tot stand is gekomen. In 2009 verhuist Tuinstra naar Amsterdam om aan het Sweelinck Conservatorium piano en gitaar te studeren. Hij versterkte in die periode onder meer de popgroepen The Souldiers en Valerius. Tuinstra stopte na dik een jaar aan het conservatorium vanwege Repetitive strain injuryklachten van te veel gitaar spelen en, omdat het uiteindelijk onvoldoende aansloot bij wat hij wilde. In september 2012 besloot Tuinstra onder de naam Jett Rebel zijn eigen muziek te gaan maken. Hij bracht onder eigen naam nog een single Beautiful uit, op 16 juli 2012 via Bandcamp. De dag erna volgde nog de ep Sundown met drie nummers (Sundown, The Real Deal, Deeply in Love with You). Het nummer Sundown was later terug te vinden op het vierde album van Rebels Truck in een andere sound. Het album Red Coat verscheen op 5 april 2013 op Bandcamp, maar werd in de zomer van 2018 om onbekende redenen daarvan afgehaald.

## Carrière in beeld

### 2013/2014
Op 26 mei 2013 verscheen Rebels eerste ep met de titel Venus, gevolgd door de ep Mars op 15 januari 2014. Jett Rebel laat hierop zijn veelzijdigheid horen. Alle instrumenten en zang van de ep's heeft hij zelf ingespeeld. De drie singles van deze ep's werden enthousiast ontvangen en gedraaid door 3FM en andere radiozenders. Hij trad live op in de televisieprogramma’s Toppop3, De Wereld Draait Door en Serious Request en werd door Radio 3FM uitgeroepen tot 3FM Serious Talent. Op 19 april 2014 werden de ep's samengevoegd voor één album Venus & Mars. Op 11 april 2014 kwam de 4e en laatste single van het album Venus & Mars. On Top of the World werd speciaal door Rebel geschreven voor de release van The Amazing Spider-Man 2. In het voorjaar van 2014 bracht Jett Rebel zijn eerste uitverkochte "Venus & Mars-tour" in een reeks kleine en middelgrote zalen door Nederland. In het najaar volgde een tweede tournee onder de titel "Tour d'Amour" langs 18 grote zalen in Nederland en sloot Rebel de tournee op 30 december 2014 af in Paradiso. Tony Platt was bij de show aanwezig om geluidsopnames te maken. Van deze opnames kwam uiteindelijk een livealbum tot stand: Tight Like a Baby Tiger (Live at the Paradiso). In de loop van 2014 speelde Rebel op meer dan zestig festivals, waaronder Pinkpop, waar hij samen met bassist Larry Graham (bekend van Sly & the Family Stone en van Graham Central Station) speelde en Lowlands. Rebel treedt daarnaast geregeld solo op, zoals hij deed op het Songbird Festival in Rotterdam, tijdens festiviteiten rond de Nijmeegse Vierdaagse in de Stevenskerk op 16 juli 2014 en bij de opening van de Amsterdam Museumnacht van 1 november 2014. Op 30 oktober 2014 kwam het officiële debuutalbum Hits for Kids uit. Er is van het album een single uitgekomen: Pineapple Morning op 30 oktober 2014. Rebel schakelde de hulp in van Londense producer-mixer Tony Platt, die eerder al werkte met artiesten als Cheap Trick, Mötorhead en Foreigner. De plaat werd voornamelijk opgenomen in Soesterberg in het voormalige tuinhuis/thuisstudio van Rebel, waar hij net zoals de vorige plaat, alles in zijn eentje had opgenomen. Samen met Platt werd er in de AIR studios in London nog werk verricht, maar ook in de Hilversumse Wisseloord-studios. Hits for Kids is de laatste plaat die Rebel heeft opgenomen met een computer.

### 2015
Op 21 februari gaf Rebel een uitverkochte show in AFAS Live, toen heette het nog de Heineken Music Hall. Jett Rebel begon zijn drie uur durende show tien meter boven het podium van de HMH en liet zich met zijn gitaar langzaam zakken op het podium. Zanger Marnix Dorrestein en gitarist Pablo van de Poel van DeWolff waren onder anderen uitgenodigd als gastmuzikanten. Rebel wint op 9 april 2015 tijdens de 3FM Awards de Beste Live Act. Op 5 mei 2015 was Jett Rebel ambassadeur van de vrijheid. Jett Rebel en zijn band werden op die dag per helikopter langs vijf bevrijdingsfestivals gebracht; Groningen, Leeuwarden, Amsterdam, Den Haag en Haarlem. Het was voor Rebel een eer om deze titel te mogen dragen. Op 2 juli 2015 werd Rebel door Larry Graham uitgenodigd om in London op te treden en het podium te delen met hem en Mark King van Level 42. Paar dagen later gaf Graham een exclusieve show in Patronaat (Haarlem) en kondigde aan dat Candy Dulfer en Jett Rebel het podium met hem zouden delen. Na al een aantal grote podia te hebben mogen bekleden, stond Rebel op 14 juli 2015 op North Sea Jazz Festival in de Nile. En kreeg daar lovende kritieken over zijn optreden met zijn toen 7 koppige band. Rebel was tijdens dit optreden van het podium gevallen; "Ik probeerde intens te genieten, daarom sloot ik mijn ogen even tijdens de gitaarsolo. Maar toen ging het mis. En toen tiefte ik gewoon keihard van het podium af". Rebel liep forse kneuzingen op aan ribben. Diezelfde avond schoot hij collega Chaka Khan te hulp. Khan moest het podium verlaten vanwege stemproblemen. Haar begeleidingsband en Khan's achtergrond vocalisten besloten de set gewoon voort te zetten. Rebel speelde het nummer Tell Me Something Good . Eind juni 2015 kwam het eerste live dubbelalbum uit, Tight Like a Baby Tiger (Live at the Paradiso). Het album werd live opgenomen in Paradiso op 30 december 2014. In oktober van hetzelfde jaar geeft Rebel voor het eerst een solo tour; An Evening with Jett Rebel, in zes grote zalen van Nederland waaronder het Koninklijk Concertgebouw in Amsterdam, de tour was helemaal uitverkocht. Een dikke maand later vertrok Rebel op 16 november 2015 voor een tiendaagse tournee in New York, tijdens een jaarlijks terugkomend Live in Your living Room-festival. Hij speelde daar voor het eerst met een driemansformatie. Op 2 december 2015 maakte Rebel bij De Wereld Draait Door bekend een nieuw album uit te brengen in januari 2016. Het zou als een verjaardagscadeau gezien kunnen worden, zei hij er zelf over, het album zag het levenslicht twee dagen voor zijn verjaardag op 24 januari. De albumtitel luidt Truck en bevat 27 nummers. Later die week was Rebel te gast bij Pauw om te praten over David Bowie's tentoonstelling in het Groninger Museum David Bowie Is samen met Ad Visser. Rebel speelde in de live-uitzending Life on Mars solo op de piano. Rebel trad later, op 11 december 2015, solo op tijdens de opening van de tentoonstelling. Op 16 december waren de opnames van Helden Van De top 2000, de uitzending werd vertoond op oudjaar 31 december 2015. Rebel speelde daar covers van onder andere Supertramp, Bee Gees en Cheap Trick. Op 30 december 2015 organiseerde Rebel voor het eerst een eigen festival, Rebelfest. Op Rebelfest kregen vijf Nederlandse artiesten de kans zich te presenteren. Artiesten die optraden waren Marnix Dorrestein als IX, Bells of Youth, Amber Gomaa, Echo Movis en Willem Wits. Rebel gaf zelf ook een optreden van drie uur.

### 2016
Het dubbelalbum Truck verscheen op 22 januari 2016. Truck werd volledig opgenomen op een Tascam Porta 4 track-cassetterecorder. Het was de eerste keer dat Rebel analoog zijn muziek opnam en zich realiseerde voorgoed afscheid te nemen van de computer. Truck was het eerste deel in een drieluik; Rebel bracht drie albums uit binnen een jaar tijd. Op 26 augustus 2016 kwam Don't Die on Me Now uit en op 13 januari 2017 volgde Super Pop. De drie albums staan los van elkaar, maar zijn wel als een drieluik met elkaar verbonden: de experimentalist, de muzikant en de componist. Er is van het album Truck één single uitgebracht: It's Cruel, op 15 januari 2016. Op 19 februari volgde de vierde tournee onder de titel The Best Night of Your Life. Deze uitverkochte tournee ging langs twaalf grote zalen door Nederland. Rebel staat erom bekend lange shows te geven tijdens zijn tournee-uitstapjes. Shows duren gemiddeld drie uur of langer. Rebel speelde op 28 maart 2016 op de 3FM Awards, waar hij was genomineerd voor beste zanger en beste Live act. Rebel vertrok met lege handen naar huis. Op 9 april 2016 gaf Rebel een gratis optreden in de De Bijenkorf te Amsterdam met een trioformatie, bassist Xander Vrienten (levenslange vriend) en drummer Kees Schaper. Rebel was uitgenodigd door een kledingsponsor. Het was de eerste keer dat het nummer Get You're Rock'n Roll On werd gespeeld van het toen nog niet uitgekomen album Don't Die on Me Now. De release van het vijfde studioalbum van Rebel was op Lowlands op 20 augustus 2016. In het Lowlands-programmaboekje stond de mysterieuze zin 'Don't Die on Me Now'. Festivalbezoekers hadden toen nog geen idee wat hun te wachten stond. De geheimzinnige act bleek te staan voor de titel van het nieuwe album van Jett Rebel, dat hij in Biddinghuizen integraal kwam spelen. De officiële verschijningsdatum was pas een week later, op 26 augustus 2016. In diezelfde week werd aangekondigd dat Rebel zijn grootste show ooit zou gaan spelen in Rotterdam Ahoy op 4 februari 2017. Er is van het album één single uitgebracht: Lucky Boy, dat op 22 augustus 2016 verscheen. Eind augustus volgde de vijfde tournee met het powertrio Jett Rebel 3 Live In Concert. Rebel speelde vijf avonden achter elkaar in vijf kleine clubs, de tournee verkocht binnen 24 uur tijd uit. In deze intieme setting wilde Rebel terug naar de essentie van pure rock-'n-roll. Naast deze tournee ging Rebel diezelfde week langs verschillende platenzaken om zijn album te promoten, waarbij hij ook een optreden gaf van dik een uur. Op 3 september stond Rebel voor het eerst in de Mega Top 50 met Lucky Boy en kwam op nummer 34 binnen op de lijst , het album kwam op nummer 1 binnen in de Vinyl50 Chart. In september en oktober bracht Rebel veel promotiebezoeken aan verschillende radiostations en aan het televisieprogramma van Paul de Leeuw, Pauls Puber Kookshow. Op 21 oktober 2016 verschenen onverwachts twee videoclips van het album, Tracks of Your Tears en Look at Me Now. Begin november stond Rebel op het programma van MTV Nederland Music Week, voor een speciaal evenement om zijn label Baby Tiger Records te presenteren aan het grote publiek in Rotown Rotterdam. Rebel hostte de avond en presenteerde een artieste en groep die aan het label verbonden waren: Amber Gomaa en de band Dakota. Rebel gaf zelf ook een optreden die avond. Einde van het jaar stond Rebel nog op het podium van 3FM bij song van het jaar, in Vredeburg Utrecht. Op 2 december 2016 bracht Rebel een nieuwe single uit; All The Way van het toen nog niet verschenen sluitstuk van het laatste drieluik Super Pop, deze werd samen met een lyric video uitgebracht.

### 2017
De lancering van Super Pop was in de nacht van 13 januari 2017 tijdens Eurosonic Noorderslag. De releaseparty was in platenzaak Plato in Groningen. Tijdens Eurosonic Noorderslag werd er in de Der Aa kerk in Groningen een speciaal pop-upmuseum ingericht over Jett Rebel, wat samenviel met de verschijning van Super Pop. Jett Rebel gaf op de lancering van zijn album een solo-optreden in de Der Aa-kerk en trad ook op het evenement Noorderslag, ter vervanging van de afwezige Popprijs-winnaar Martin Garrix. Rebel speelde op 4 februari 2017 een drie en een half uur durende show in Rotterdam Ahoy waarin al zijn albums aanbod kwamen. Er volgde een zesde Super Pop-tournee in vijf grote steden door Nederland op 13 april 2017. Tijdens deze tournee won Rebel de gloednieuwe 3FM Award voor Beste Social; voor de artiest die de meeste impact heeft gehad met zijn of haar sociale kanalen. Hij was samen met Teske de Schepper, Lil' Kleine en Broederliefde genomineerd voor deze publieksprijs. Rebel was vereerd" Dit is natuurlijk heel cool maar ik vind persoonlijk dat we in deze tijd wel heel veel in onze telefoontjes leven. Er leeft een prachtige wereld buiten je scherm die je aandacht heel hard nodig heeft". Direct na de tournee kondigde Rebel aan dat wegens succes de tournee Super Pop in reprise zou gaan in het najaar met elf nieuwe clubshows. Rebel was op 22 april 2017 de Nederlandse ambassadeur van Record Store Day. Op RSD verscheen een 7" van Jett Rebel, een dubbele A-kant op roze vinyl met daarop de singles Better Off Together en Daydreamin’ van het album Super Pop. Deze single was gratis en exclusief verkrijgbaar voor de eerste 5000 bezoekers van Record Store Day, in bijna 100 onafhankelijke platenzaken in Nederland. Begin september, tijdens het prinsengrachtconcert in Meppel, bracht Rebel samen met het Noordpool orkest onder leiding van Reinout Douma een aantal van zijn eigen nummers uit ten gehore: Goosebumps Galore, Gwen en Darla My Darling. Op 7 september wint Rebel de ELLE Style Award. ELLE nomineerde hem en het publiek wees hem als winnaar aan. Op 12 oktober startte de Super Pop-reprisetournee. Rebel speelde in vijf weken tijd, in elf verschillende popzalen door heel Nederland. Na deze tournee vertrok Rebel voor het eerst na Duitsland en Spanje. Op 19 november trapte hij zijn 6 daagse Duitse tournee af in de Musikbunker in Aken. Van 12 tot en met 17 december, toerde Rebel met zijn band door Spanje. Op 10 november 2017 maakte Rebel de titelsong voor de film Oude Liefde van regisseur Nicole van Kilsdonk. Hij maakte speciaal voor de film een remake van het nummer ‘Send Me A Postcard’, waarvan het origineel is geschreven door Robbie van Leeuwen voor de Nederlandse band Shocking Blue. "Jett Rebel heeft met groot respect voor het origineel een nieuwe versie gemaakt speciaal voor de film. Met talloze twists in melodie, harmonie, ritmiek en nieuwe partijen levert Jett Rebel zijn eigen sound in een eigentijdse remake af, waardoor het een belangrijke bijdrage levert bij het slot van Oude Liefde. Het is dan ook zeker de moeite waard om na het laatste shot van de film nog even onderuit te zakken in je bioscoopstoel en het resultaat te beluisteren."

### 2018
In 2018 bestond Paradiso 50 jaar, de aftrap van het feestjaar vond plaats op 1 januari 2018 met een uitverkocht concert van Jett Rebel wat 4,5 uur duurde. Rebel nodigde verschillende gastartiesten uit voor het concert. Er waren onder andere gastoptredens van Max Meser, Anton Goudsmit, Kees Schaper, Pink Oculus, Drummakid, Donnie, Vieze Fur en Henny Vrienten. Een week later stond Rebel (solo) samen met Anton Goudsmit op het Jazzfast Minifest in Bimhuis. Op 13 januari 2018 stond Rebel op het speciaal georganiseerd Murakami weekeind op cruiseschip ss Rotterdam. Het weekeind stond volledig in het teken van de Japanse schrijver Haruki Murakami. Het is de grootste boekpresentatie die ooit in Nederland is georganiseerd voor een buitenlandse schrijver. Rebel zelf groot liefhebber van de boeken van Murakami gaf daar een solo optreden achter de vleugel..' Al voordat het album 7 verscheen werden er singles uitgebracht. De eerste single getiteld Amy werd gelanceerd op 9 maart 2018 samen met een eerste eigen gemaakte videoclip door Rebel. Op de verschijningsdag speelde Rebel met zijn band live in het radioprogramma van Gerard Ekdom zijn single Amy. De dj's van NPO Radio 2 bekroonden direct na dit optreden Amy als TopSong van de week. Op 8 juni 2018 bracht Rebel zijn tweede single Good Boy van 7 uit. Good Boy werd zowel als 5 sterrentrack (radio 2) als 3FM-megahit uitgeroepen. Op 13 juli 2018 volgde er twee losse remixen van Good Boy. Die remixen werden verzorgd door Emiel van den Dungen en Ferry Strange. De laatste single van het album werd Perfect Lady, deze werd uitgebracht op 7 september 2018. Op deze dag werd ook de albumhoes van 7 aan het publiek getoond waarop een naakte Rebel te zien is op een roze satijnen laken. De inspiratie voor de hoes is ontstaan door het titelloze debuutalbum van Roxy Music."Een van mijn inspiratiebronnen was de hoes van de eerste lp van Roxy Music: een vrouw op een wit kleed. Een lp-hoes van de Amerikaanse band Fotomaker, met een jong meisje, was ook een voorbeeld. Ik wilde een 'hoes-hoes' maken. Een iconisch beeld dat je zelfs herkent als je je ogen dichtknijpt." Op 28 september 2018 komt het 7e album 7 uit. Op het album heeft de Linn Drum (LM-2) een prominente rol gespeeld en is het opgenomen op een Studer A80. Voor de 2e keer staat Rebel op het North Sea Jazz Festival in de Nile, op 14 juli 2018. In de zomerperiode staat Rebel op verschillende Duitse festivals geboekt. Op 19 september deed Rebel het grootste clubfestival van Duitsland aan, Reeperbahn festival." Rebel stond daar sinds lange tijd weer als driemansformatie op te treden, de laatste keer dat dit gebeurde was in 2016. Op 29 september stond hij op het eindfeest van Blijburg. Hij heeft daar als jong artiest vaak mogen spelen en voor hem is het daar allemaal ooit begonnen."Jett Rebel is dynamisch en weergaloos.Met een dampende show en wervelende funkrock zetten Jelte Tuinstra en zijn uitmuntende band het afscheid van het Amsterdamse Blijburg luister bij". werd er geschreven in NRC Handelsblad over het optreden van Rebel. In het najaar volgde de achtste tournee van Rebel, 7 Cities, 7 Shows. Rebel sloot de tournee af op 27 oktober 2018 in 't Paard, Den Haag en gaf na de show een aftergig in het cafe De Zwarte Ruiter. Op 1 november 2018 treedt Rebel op in de Posthoornkerk, dit was exclusief georganiseerd door NPO 3FM, Frank van der Lende,"Naar Bed Met Jett". De Posthoornkerk in Amsterdam werd eenmalig omgetoverd tot een gigantische slaapkamer.Luisteraars konden hier speciaal kaarten voor winnen, het ging om een selectief gezelschap. Op 17 november 2018 kondigde Rebel bij RTL Late Night een nieuwe tournee langs zeven theaterzalen aan: Unconditional Love. Op uitnodiging van Frans Timmermans werd Rebel op 8 december gevraagd om voor de Europese socialisten en sociaaldemocraten in Lissabon op te treden in Lissabon, daar werd Timmermans aangewezen als Spitzenkandidat voor de positie van voorzitter van de Europese Commissie. Rebel speelde daar met een trioformatie het nummer Stick Together van het album 7, een toepasselijke boodschap voor de EU, de lidstaten en de sociaaldemocratie. Stick Together verwijst onder andere naar Country Joe and the Fish, een Amerikaanse band die vooral bekend stond om protestliederen tegen de Vietnamoorlog. Rebel drukt vaker een politieke stempel in zijn muziek en laat zijn stem horen op een positieve manier. In zijn teksten zit een scherp onderscheid tussen de lichtere teksten en de zwaardere, poëtische, verhalende teksten. In het nummer Blonde Like You, van het album Don't Die on Me Now zingt Rebel direct naar Donald Trump waarin hij een serieus onderwerp op een luchtige manier verpakt;I wouldn't be with a blond like you, I'd kick you out before you knew". Alsof je je vriendinnetje de deur wijst, nou als ik je vriendje was, dan sodemieter je maar lekker op. Terwijl het gaat over over Trumps wens om mensen buiten zijn land te houden". In teksten van het album Truck, zoals in het nummer Do You Feel Alright heeft Rebel het over anti-nationalisme en wapenrechten;" we have known for years how to get pass our fears, drop you guns. Everybody in control smash down the border patrol, come on in, everybody has a right to win, your skin doesn't make you sin, don't you know by now? Children are starting to see, people only wanna be free, don't you feel alright, racism starting to fall, we don't see a difference at all, don't you feel alright?'"

### 2019
Zonder enige aankondiging bracht Rebel op 18 januari 2019 zijn derde ep uit, ¥eah ¥eah ¥eah No. Het album werd live gespeeld en opgenomen in de Wisseloordstudio's met bassist Xander Vrienten en drummer Willem van der Krabben. Dit is de tweede keer dat Rebel ervoor koos niet alles alleen te doen. Op dezelfde dag stond Rebel voor de vijfde keer op Eurosonic Noorderslag op de Grote Markt in Groningen. Rebel was hier te zien met een driemansformatie. Hij speelde zijn volledige nieuwe ep en voegde aan zijn setlist twee nieuwe onuitgebrachte liedjes toe: Lady on the Hill en Bleed Me an Ocean. In de maand februari trapte hij zijn theatersolotournee Unconditional Love af in een uitverkocht Amsterdam Carré. De Telegraaf noemde hem een meesterlijke warhoofd en beoordeelde de avond met 4,5 ster. In april stond Rebel voor de 5e keer op Paaspop en mocht hij de mainstage inluiden. Hij maakte veel indruk met zijn optreden en vooral met zijn opkomst in een fluweel rood jurkje. Wederom treedt hij op in een trioformatie, iets wat de rest van het jaar voorlopig zo zal blijven gaf hij te kennen op zijn sociale kanalen. Hij speelde ook hier nieuw onuitgebracht werk. Medio maart werd bekendgemaakt, tijdens de jaarlijks Pinkpop-perspresentatie in Paradiso, dat Jett Rebel de hoofdartiest was op Pinkpop op 10 juni 2019. Het festival vierde zijn 50-jarige bestaan. Een dag later vloog Rebel met zijn trioformatie naar Groot-Brittannië voor een eenmalig optreden. Dit was zijn eerste show in London, in de Notting Hill Arts Club. Van de ep werd één single gelanceerd op 7 juni 2019, Waiting for the Weekend. De show kon via een livestream meegekeken worden en werd enthousiast ontvangen door de Engelse fans. Rebel zal op 30 september 2019 terugkeren naar London voor een aantal optredens werd later bekendgemaakt. Rebel produceert in het voorjaar het album van Trijntje Oosterhuis; Dit Is Voor Mij. Dit was de eerste keer dat Rebel een grote productie op zich nam. Op de plaat speelde Rebel veel instrumenten zelf in. Het album kwam uit op 7 juli 2019. Oosterhuis was laaiend enthousiast over de samenwerking en ziet in Rebel een geboren producer: "Jelte is nieuwsgierig, inlevend en authentiek in zijn keuzes en hij heeft mij in mijn waarde gelaten en uitgedaagd om het soms anders te bekijken dan dat ik zelf zou hebben gedaan". Op 11 oktober was Rebel voor het eerst te zien tijdens het optreden in het Duitse televisieprogramma Rockpalast. Jett Rebel kondigde op 28 november in De Wereld Draait Door zijn nieuwe album Live Forever aan. Dit album verscheen op 29 november 2019.

### 2020
Op 26 januari 2020 gaf Jett Rebel zijn laatste concert met zijn bandleden. Het zou pas weer tot 20 augustus 2021 duren voordat hij op het podium zou staan met zijn voltallige band. In de tussen gelegen maanden zijn er solo-optredens geweest en livestreams evenementen. Rebel had de eerste livestream aftrap, op 3 april 2020 , wat werd georganiseerd door de ICT branche, ondersteund door de Nationale VrijMiBo. Op 1 juni 2020 is Rebel te gast bij talkshow M om te praten over het comebackalbum van Hall & Oates. Hij neemt de productie van het album voor zijn rekening, nadat hij Hall had ontmoet op North Sea Jazz. Het leidde tot niets, Hall en Oates kregen weer ruzie. Op 5 juni 2020 organiseerde Rebel zelf een vijftal concerten in zijn achtertuin, genoemd de Wild Live Sessions, dit waren exclusieve betaalde livestream optredens met elke show een eigen karakter. Op 24 juni 2020 werden de deuren geopend weer van de theaters, na maanden dicht te zijn geweest, deze feestelijk opening werd gevierd in Theater Carre en een optreden van o.a Jett Rebel, onder leiding van talkshow M. Op 5 juli 2020 startte de Face To Face solo tour, en de kick-off was in Paradiso (Amsterdam), dit waren meerdere kleinschalige solo shows door Nederland. Rebel trad 3 × per dag een uur op, vanwege de maatregelen die getroffen moesten worden m.b.t.. de coronapandemie. Rebel sloot zijn tournee af in Theater Tilburg op 26 juli 2020, samen met het strijkorkest Kamerata Zuid onder leiding van dirigent Frank Adams. Rebel was een samenwerking aangegaan waar pop en klassiek elkaar ontmoeten. Hij speelde deze dag twee shows die zowel via livestream als live te bezoeken waren. Rebel sloot de maand juli 2020 af met 37 gegeven concerten in 1 maand. Op 6 december 2020 was Jett Rebel te gast bij Muziekgieterij in Maastricht bij Leon Verdonschot. Rebel gaf ook een optreden na het gesprek via livestream. Op 9 december gaf Rebel, georganiseerd door Locked & Live een kleinschalig concert in poppodia Hoogeveen waar een aantal bezoekers live aanwezig konden zijn. De solo, one-man show kon bekeken worden via livestream. Dit was een uniek solo optreden waarin Rebel achter de drums zat , en alle instrumenten tegelijk live speelde.

### 2021
Op 26 februari 2021 bracht Rebel het nummer Heaven's Got a Place for You uit. Dit is geen officiële uitgave. Rebel werkte samen met kunstmuseum het Mauritshuis. Rebel ging aan de slag met het zesde nummer van Bekijk het Mauritshuis met je oren. Rebel had begin januari 2021 het Mauritshuis voor zichzelf tijdens een rondleiding van Geert-Jan Borgstein. Rebel liet zich inspireren door het kunstwerk de Modello voor de hemelvaart van Maria door Peter Paul Rubens met onderwerpen als dood, familie en verlichting. In een drietal afleveringen komt de zoektocht voorbij en het zelfgeschreven liedje van Rebel, Heaven's Got a Place for You.  Op 23 april 2021 brengt Rebel zijn eerste single sinds lange tijd weer uit, Love Right Now. Op 26 april speelt Rebel zijn single voor het eerst live bij Leo Blokhuis op NPO radio 2. De single is afkomstig van zijn nieuwe album Pre-Apocalypse Party Playlist, die 20 augustus 2021 verscheen. Rebel kondigde zijn nieuwe plaat aan op 7 mei 2021 bij NPO Radio 2 in het programma van Jan-Willem Roodbeen Op 30 juli 2021 volgde zijn 2e single Behave, Rebel bracht diezelfde dag exclusief de bijhorende videoclip uit. Beide singles werden positief ontvangen door radioprogramma's, en criticus. En uitgeroepen tot Top Song bij NPO radio 2 en Megahit bij NPO radio 3FM. Op 3 augustus 2021 schreef Rebel een opiniestuk in de Volkskrant over de cultuursector. Het breekt mijn hart om te voelen dat de regering in dit land de cultuursector systematisch de kop indrukt. Maar het doet bijna nog meer pijn dat het publiek niet opkomt voor ons ‘entertainers’.Voor velen wordt deze tijd mentaal steeds ondraaglijker. We praten over fysieke gezondheid, maar op praten over mentale gezondheid heerst nog een taboe. We leven in uitzichtloosheid en angst. Toch bekommeren we ons, op geheel westerse wijze, liever over het welzijn van onze economie, dan over dat van onze geest. Rebel kreeg veel bijval van de samenleving na deze ingezonden brief via o.a. ingezonden brieven aan de Volkskrant. Op 20 augustus 2021 gaf Rebel weer zijn eerste live concert met band voor een uitverkochte show met aangepaste maatregelen voor 500 fans. Ook begon Rebel in oktober 2021 zijn tournee 'Please Don't Cancel This Tour'. De theatertournee werd in november door de Nederlandse coronamaatregelen uitgesteld.

## 2023
Tijdens de aanloop naar de Tweede kamerverkiezingen 2023 zette hij zich in voor Frans Timmermans van GroenLinks-PvdA. Op 19 december gaf hij een concert in Paradiso ter gelegenheid van tienjarig jubileum.

## 2024
In 2024 begon Jett Rebel met een nieuwe theatertour genaamd "What Just Happened?", samen met zijn zusje Jorike Tuinstra en Luke Christoffel. In de theatertour gaat Jett Rebel terug naar pure muziek.

## Documentaires
In het jaar van 2014 kwamen er twee documentaires uit van Jett Rebel. De eerste documentaire was Ready for Take-Off onder regie van Harm Rieske die afstudeerde met deze korte film op de Nederlandse Filmacademie. Riekse en zijn collega-filmmakers volgden Jett Rebel gedurende een korte periode (september/ oktober 2013). De documentaire van 24 minuten volgt de periode vlak voordat Jett Rebel meerdere grote muziekprijzen wint en hij een drastisch ander leven krijgt. Rieske legt uit hoe de documentaire tot stand is gekomen: "Ik bedacht dat het heel gaaf zou zijn om een documentaire te maken over de klank van een gitaar. Ik kwam in contact met gitaarbouwer Sjak Zwier. Vervolgens hoorde ik ook over Jett Rebel. Hij had op het moment dat ik hem leerde kennen nog geen plaat uitgebracht en was nog relatief onbekend. Omdat ik zowel Jett Rebel als Sjak Zwier graag in mijn documentaire wilde hebben, was het spannend toen de crew hen voor het eerst samen ging filmen, ze wisten niet hoe de klik zou zijn. Tuinstra ging bij Zwier op bezoek voor een gitaar en de chemie tussen de twee excentrieke figuren zat gelukkig helemaal goed." De première van de documentaire was op 1 juli 2014 in het Oude Luxor Theater. De documentaire kwam tot stand in samenwerking met de AVROTROS en kon later terug gezien worden op NPO Start of YouTube.
De tweede documentaire die snel daarna volgde was Who the Fuck Is Jett Rebel, gemaakt door documentairemaakster Linda Hakeboom. Hierin laat Hakeboom zien hoe Tuinstra veranderde in Jett Rebel en wat het met iemand doet om in no-time beroemd te worden. De documentaire ging op 23 november 2014 in première op het International Documentary Film Festival Amsterdam;"De kijker is niet alleen ooggetuige van hoe Rebel steeds succesvoller wordt en naar de top klimt, maar ziet ook hoe hij worstelt met zijn onzekerheid". De documentaire maakte veel los en kreeg zowel positieve als negatieve reacties. De platenmaatschappij en de toestand van Rebel zelf werden kritisch onder de loep genomen. Reactie van Rebel in die periode: Ik heb Linda alle vrijheid gegeven. Je stelt je dan kwetsbaar op. Mensen gaan zich vervolgens een beeld vormen. Dat pakt niet altijd goed uit. Sommigen denken dat ik travestiet ben en me vooral bezig houd met lippenstift en nagellak. Anderen vinden me arrogant. Ja, die beeldvorming raakt me. Weet je, ik probeer mezelf te blijven. Oprechtheid boven alles. Als je dan dit over je heen krijgt... Het is ook een wijze les. Ik ga me niet meer opwinden over de beeldvorming. Die dingen ontstaan buiten mij om. Ik kies mijn eigen pad, los van wat anderen daar van vinden.

## Baby Tiger Records
Medio juni 2015 start Jett Rebel zijn eigen platenmaatschappij label Baby Tiger Records. Het livealbum Tight Like a Baby Tiger (Live at the Paradiso) is het eerste album wat hij uitbrengt op eigen label, onder divisie van JJ Music V.o.F. De eerste zeven albums werden exclusief in licentie gegeven aan Sony Music Entertainment Nederland B.V.
De Amsterdamse zangeres Amber Gomaa was de eerste artiest op het nieuwe label die haar solo-debuut-ep Sun Gazing uitbracht. Gomaa schreef zelf de muziek en produceerde samen met Rebel de ep, die uitkwam op 28 augustus 2015.

## Samenwerkingen
- Amber Gomaa - Sun Gazing (ep) 28 augustus 2015. geproduceerd door Jett Rebel en Amber Gomaa.
- Jessica Manuputty - TOMA 1 juni 2017 geproduceerd door Jett Rebel en Jessica Manuputty.
- Trijntje Oosterhuis - Dit Is Voor Mij 7 juni 2019 Geproduceerd door Jett Rebel.

Op 4 november 2016 bracht DeWolff een nieuwe single en videoclip uit van het nummer Outta Step & Ill At Ease. Jett Rebel speelt hierop piano en verzorgt de achtergrondzang.

## Opname en ambacht
Jett Rebel werkt vrijwel altijd alleen. Hij schrijft, componeert en produceert zijn eigen muziek, hij doet zelf de opnames en speelt alle instrumenten en zingt zangpartijen zelf in. Rebel werkt snel en zit vaak al zover in het opnameproces, dat de tijd van iemand anders erbij betrekken, dan vaak al klaar is. Hij hecht grote waarde aan analoge apparatuur en het gebruik van echte instrumenten; zelf gebruikt hij voornamelijk studioapparatuur van voor 1977. Rebel is altijd bezig met nieuwe muziek schrijven en besteedt veel (vrije) tijd aan het opnemen van muziek. Rebel claimt zo'n 3000 liedjes geschreven te hebben en tussen de 20-25 albums te hebben gemaakt. Hij schrijft meer dan er op albums terechtkomt, voor elke plaat is er gemiddeld materiaal voor drie albums. Hij bewaart alles zorgvuldig al vanaf dat hij vier jaar oud is. Rebel is productief en componeert vaak heel spontaan. De beste liedjes beginnen volgens Rebel achter zijn piano of op de gitaar, die hij vervolgens tot compositie vormt. Daarna besluit hij hoe hij ze als opname wil laten klinken. Rebel streeft eerst naar een goede melodielijn voordat hij zich buigt over akkoorden die er onder moeten komen. Zo voorkomt hij dat hij kan vervallen in akkoordwendingen die hij zelf mooi vindt. Een klankbord heeft hij niet. Rebel laat vaak zijn muziek pas horen als het echt klaar is. De mening van iemand anders speelt hierin geen rol. "Mijn feedback haal ik op het moment dat ik het kant-en-klare stuk laat horen. Als iemand dan bij de eerste keer luisteren zegt dat-ie het te gek vindt, geeft me dat zelfvertrouwen om ermee door te gaan. Zelf twijfel ik altijd heel erg. Als iemand zou reageren met: dit is het slechtste wat ik ooit heb gehoord, zou ik een manier zoeken om dat te begrijpen. Ik ben er nooit heilig van overtuigd dat het goed is wat ik doe, ik weet alleen dat ik het zo wil hebben". Voor Rebel is een album wat af is de waarheid. Het heeft een staat aangenomen zoals het moet zijn.
Rebel spreekt zich met regelmaat uit over de hedendaagse moderne technieken die worden gebruikt voor het opnemen van muziek. In 2015 sprak hij zich hierover al uit:"Je kunt met de moderne opnametechniek alles laten klinken zoals je dat wilt. Een onzuivere zangstem kun je digitaal oppoetsen, je kunt een strijkersorkest toevoegen. Noem het maar. De digitale revolutie heeft een boel verpest. Veel is nep. Ook hier wil ik een statement maken door voor echt en puur te gaan. In mijn beleving is alle muziek die er werkelijk toe doet voor 1988 gemaakt. Wat daarna komt is toch een aftreksel van de basis". 4 jaar later deelt Rebel deze visie nog steeds over het ambacht van muziek maken. "Ik heb zoveel liefde voor het ambacht van muziek maken en zie dat ambacht uitsterven. Ook bij live-acts zie je het. Daar heb ik het nog het zwaarste mee, want daar sta ik op festivals naast. Mensen die gewoon met een tape’je meespelen. Alles is zo fucking nep. En dat wordt doodnormaal gevonden!" Het grootste probleem wat Rebel beschrijft met autotune;'het ontdoet een stem van zoveel emotie', Ik wil iemands ziel horen in een stem.

## Inspiratie

### Muziek
Rebel is groot muziekliefhebber en -verzamelaar. Hij heeft een grote collectie mp3's en vinylplaten, en luistert vooral naar jaren 60/70/80-muziek en veel zeldzamere werken die alleen op vinyl te verkrijgen zijn. De muzieksmaak van Rebel is vrij breed. Door zijn vader is hij naar Led Zeppelin en Deep Purple gaan luisteren maar ook naar Donna Summer en Stevie Wonder. Hij luistert weinig naar hedendaagse muziek, het komt weinig voor dat hij muziek beluistert van na zijn geboortedatum . Er wordt vaak gedacht dat David Bowie en Prince de grote helden zijn van Rebel, maar er is meer. De grootste muzikale inspiratie voor Rebel is waarschijnlijk Todd Rundgren zegt Rebel. Ook Brian Wilson, vooral bekend als oprichter van The Beach Boys is een muzikant die Rebel dicht bij hem draagt. Zijn grootste held, zijn idool. Ik denk dat we als fan het gevoel hebben dat we ons kunnen verhouden tot ons idool. Dit is absoluut het geval voor mij met Brian. Ik heb het gevoel dat ik hem ken en hem begrijp, en we zijn op sommige manieren erg gelijkende mensen. Andere belangrijke artiesten voor Rebel die hem hebben geïnspireerd zijn; Stevie Wonder, Joni Mitchell, Elvis Presley, Fleetwood Mac en Steve Miller. De eerste plaat waar Rebel van hield was Songs in the Key of Life, Rebel was toen 3/4 jaar oud en leerde sommige liedjes van Wonder op piano op het gehoor. De documentaire Classic Albums was studiemateriaal voor Rebel. De favoriete nummers aller-tijde van Rebel zijn geschreven door Mitchell. Haar liedjes en albums die ze geschreven heeft zijn voor Rebel een complete wereld op zichzelf. Als jong kind was Rebel geobsedeerd door Elvis, zijn jeugdidool tussen zijn 5e en 11e jaar. Rebel ziet hem als grootste invloed op zijn carrière. Door hem wist Rebel dat hij een muzikant wilde worden. Ik wil die guy zijn, die gast met die gitaar, voor wie meisjes gillen. Rebel heeft zijn hele basisschoolleeftijd een vetkuif gehad. Er staat op Rebels rechterarm een groot portret van Elvis getatoeëerd, die staat voor dat kleine jongetje van vroeger die altijd gepest werd omdat hij ergens voor stond en iets wilde bereiken in zijn leven. Een andere vroege liefde van Rebel was Steve Miller, een favoriete zanger van hem. Als kind had hij het album Fly Like an Eagle gestolen van zijn ouders en speelde het een miljoen keer. De stem van Miller is volgens Rebel geweldig en onderschat. De laatste in de rij is Fleetwood Mac. Als kind was Rebel aanvankelijk meer aangetrokken tot de bluesy Fleetwood Mac. De stijl en het spel van Peter Green inspireerde Rebel in zijn eigen spel. Later volgde het Lindsey Buckingham en Stevie Nicks tijdperk, waarin de plaat Rumours grote indruk maakte. Ook andere platen maakte indruk, in het bijzonder die van Bob Welch. Omdat ze volgens Rebel uitleggen, waarom en hoe een bluesgroep kan veranderen in een van de grootste popgroepen die deze wereld ooit heeft gekend.
Rebel eert tijdens zijn live shows regelmatig favoriete artiesten. Rebel heeft al ruim 300 artiesten live gecoverd sinds 2014.
Op zijn rechterarm staan muzikale helden van Rebel getatoeëerd; Elvis Presley, Todd Rundgren, Brian Wilson, Stevie Wonder, Joni Mitchell, Steve MIller Band, Fleetwood Mac, Toto, The Beatles (white album), Sly & the Family Stone, Funkadelic, The Millennium.

### Beeldende kunst
Rebel werd als jong kind veel meegenomen naar musea. Vooral over schilderkunst heeft hij veel kennis vergaard en hij bewondert Picasso; de kubistische periode spreekt hem het meest aan. Het spreekt Rebel aan dat Picasso verschillende fases doormaakt in zijn werk en zichzelf altijd bleef vernieuwen; dit is hoe Rebel als artiest wil zijn. Hij heeft een grote liefde voor renaissanceschilders zoals Sandro Botticelli, Leonardo da Vinci en Michelangelo. Meerdere malen bezocht Rebel het Uffizi in Florence, zijn favoriete museum. Als inspiratie voor zijn albumhoes Venus, geschilderd door zijn vader, gebruikte Rebel De geboorte van Venus van Botticelli. Tijdens zijn Trucktournee in 2016 was zijn achterdoek De annunciatie van Leonardo da Vinci, levensgroot uitgeprint. Ook in 2019 gebruikte hij een schilderij als achtergrond tijdens zijn shows. Het publiek van Eurosonic Noorderslag had de primeur, deze keer diende het werk L'Odalisque van rococoschilder François Boucher als achterdoek.
Voor de tentoonstelling Van Gogh & Japan werd er op 15 maart 2018 een introductievideo uitgebracht waarin Rebel sprak over zijn fascinatie voor Japan en Robbert Dijkgraaf de kijker meenam naar de aanloop op de tentoonstelling Van Gogh & Japan, die te zien was van 23 maart 2018 t/m 24 juni 2018 in het Van Gogh Museum. Alles aan het land interesseert mij; het eten, de literatuur. Mijn muziek wil er graag naar toe, laat ik het zo zeggen, ik heb altijd de hoop dat ik daar ooit muziek mag maken voor de mensen. Wat mij het meest fascineert aan schilders waar ik van hou; is een soort van nooit stoppen met je doorontwikkelen en nooit stoppen met leren".

## Privéleven
In juni 2016 stopte Rebel cold turkey met alcohol en (hard)drugs. Hij kampte al jaren met heftige depressies. De drugs hielden hem op de been en waren lange tijd een pleister op de "wond". Artsen vertelden hem dat zijn drugsgebruik op den duur zijn muzikale creativiteit zou belemmeren en dat zij ook niets voor hem konden betekenen als hij bleef gebruiken, waarna Rebel besloot voorgoed afscheid te nemen van zijn verslaving. Rebel kickte zelfstandig af en heeft voor zichzelf moeten besluiten nooit meer een glaasje alcohol te kunnen nuttigen of een jointje te roken. Hij ziet zichzelf als een levenslange verslaafde die altijd alert moet blijven. Rebel is bewust openhartig geweest over zijn depressies en verslavingen. Hij hoopt hiermee anderen steun te geven die zijn vastgelopen met hun depressie en/of verslaving en hoop te houden. Op zijn album Super Pop heeft Rebel hier een liedje over geschreven: Just In Case You're Ever Down Again.
Rebel houdt zijn persoonlijk leven zoveel mogelijk buiten de spotlights. Rebel is vegetariër en noemt zichzelf een ontspannen boeddhist. Naast muziek heeft hij een passie voor koken.

## Tournees
Nederland
1. Tour 2014 Venus & Mars
2. Tour 2014 Tour'd Amour
3. Tour 2015 A Evening with Jett Rebel (solo)
4. Tour 2016 Best Night of Your Life Tour
5. Tour 2016 Jett Rebel 3: Live in Concert
6. Tour 2017 Super Pop
7. Tour 2017 Super Pop in Reprise
8. Tour 2018 7 Cities 7 Shows
9. Tour 2019 Unconditional Love
10. Tour 2019 Live Forever
11. Tour 2020 Face to Face Tour"
12. Tour 2024 What Just Happened?

België
1. Tour 2015
  - 11 februari: Voorruit in Gent
  - 14 februari: Muziekdrooom in Hasselt
  - 18 februari: Trix in Antwerpen
  - 19 februari: Het Depot in Leuven

Duitsland
1. Tour 2017
  - 19 november: Musikbunker in Aken
  - 20 november: Luxor in Köln
  - 21 november: Gleiss 22 in Münster
  - 22 november: Badehaus in Berlijn
  - 23 november: Cadillac in Oldenburg
  - 24 november: Piano in Dortmund

Spanje
1. Tour 2017
  - 12 december: Rocksound in Barcelona
  - 13 december: Urban Rock Concept in Vitorai-Gasteiz
  - 14 december: BNS in Santander
  - 15 december: Star Bar in Tarazona De La Mancha
  - 16 december: Rock Palace Madrid
  - 17 december: Salason Cangas Do Morraza

## Televisie en radio
Rebel was te gast bij programma's zoals De Wereld Draait Door, RTL Late Night en Pauw en bij verschillende radioprogramma's.
Televisieprogramma's/concerten:
- Toppop3/ 2013
- De Wereld Draait Door/2014/ 2015/ 2016/ 2017/ 2018/ 2019
- 3FM Awards/ 2014/ 2015/ 2016/ 2017/ 2018
- Chantal blijft slapen/ 2015
- Pauw/ 2015/2019
- Helden van de Top 2000/ 2015
- Pauls Puber Kookshow/ 2016
- Van der Vorst ziet sterren/ 2016
- Top 2000 à Go-Go/ 2016
- Wie steelt mijn show?/ 2017
- The Big Music Quiz/ 2017 (Rebel wint in dit programma)
- RTL Late Night/2018
- Talk Show M /2020
- Humberto /2021

Speciale Radio/livestream uitzendingen
- 3FM Serious Request/ 2013 / 2014 / 2015 (nachtgast) / 2016 / 2017
- Countdown Café radio Veronica/ 2015 live registratie optreden Vorstin
- Muziekcafé/ 2016/ 2018
- Kunststof/ 2018
- Spijkers met koppen/ 2018
- Een goed gesprek met.....Jett Rebel!/ 2018
- Nooit Meer Slapen, NPO Radio 1 / 2021
- 100 uur voor KWF, NPO Radio 2 / 2021

## Prijzen

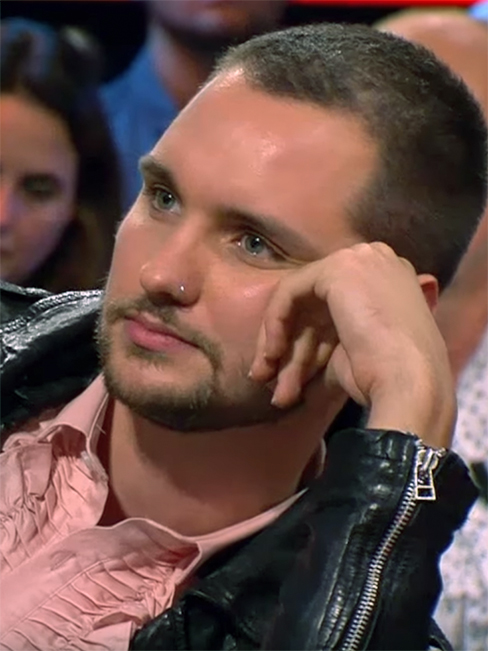
Jett Rebel (2017)

2014:
- 3FM Serious Talent Award
- 3FM Beste Nieuwkomer
- Edison Beste Nieuwkomer

2015:
- 3FM Beste Live act
- Zilveren Notekraker

2017:
- 3FM Best Social
- Elle Personal Style Award[52]

## Discografie
| Ep                | Verschijningsdatum | Bijzonderheden               |
| ----------------- | ------------------ | ---------------------------- |
| Venus             | 26 mei 2013        | Edison Beste Nieuwkomer 2014 |
| Mars              | 15 januari 2014    | Edison Beste Nieuwkomer 2014 |
| ¥eah ¥eah ¥eah No | 18 januari 2019    |                              |

### Albums
| Album met eventuele hitnotering(en) in de Nederlandse Album Top 100 | Datum van verschijnen | Datum van binnenkomst | Hoogste positie | Aantal weken | Opmerkingen                            |
| ------------------------------------------------------------------- | --------------------- | --------------------- | --------------- | ------------ | -------------------------------------- |
| Venus & Mars                                                        | 9 april 2014          | 16 mei 2014           | 20              | 23           | Compilatie van twee ep's / Studioalbum |
| Hits for Kids                                                       | 31 oktober 2014       | 8 november 2014       | 3               | 14           | Studioalbum                            |
| Tight Like a Baby Tiger (Live at the Paradiso)                      | 30 juni 2015          | 4 juli 2014           | 24              | 5            | Livealbum                              |
| Truck                                                               | 22 januari 2016       | 30 januari 2016       | 6               | 5            | Lo-fi Studioalbum                      |
| Don't Die on Me Now                                                 | 26 augustus 2016      | 3 september 2016      | 4               | 4            | Studioalbum                            |
| Super Pop                                                           | 13 januari 2017       | 21 januari 2017       | 4               | 5            | Studioalbum                            |
| 7                                                                   | 28 september 2018     | 6 oktober 2018        | 11              | 3            | Studioalbum                            |
| Live Forever                                                        | 29 november 2019      |                       |                 |              | Livealbum                              |
| Pre-Apocalypse Party Playlist                                       | 20 augustus 2021      |                       |                 |              | Studioalbum                            |

| Singles                 | Verschijningsdatum | Bijzonderheden                                               |
| ----------------------- | ------------------ | ------------------------------------------------------------ |
| Do You Love Me At All   | 7 juli 2013        | 3FM Serious Talent                                           |
| Louise                  | 6 september 2013   |                                                              |
| Tonight                 | 17 januari 2014    | 3FM Megahit (10 januari 2014)                                |
| On Top of the World     | 18 april 2014      | Soundtrack van The Amazing Spider-Man 2                      |
| Pineapple Morning       | 30 oktober 2014    |                                                              |
| It's Cruel              | 15 januari 2016    |                                                              |
| Lucky Boy               | 22 augustus 2016   | 3FM Megahit                                                  |
| All The Way             | 2 december 2016    |                                                              |
| Send Me A Postcard      | 10 november 2017   | Cover van Shocking Blue en titelsong van de film Oude Liefde |
| Amy                     | 9 maart 2018       | NPO Radio 2 Top Song                                         |
| Good boy                | 8 juli 2018        | 3FM Megahit en Radio 2 '5 sterrentrack'                      |
| Perfect Lady            | 7 september 2018   |                                                              |
| Waiting For The Weekend | 7 september 2019   |                                                              |
| Love Right Now          | 23 april 2021      |                                                              |
| Behave                  | 30 juli 2021       |                                                              |

### NPO Radio 2 Top 2000
| Nummers met noteringen in de NPO Radio 2 Top 2000 | '16  | '17  |
| ------------------------------------------------- | ---- | ---- |
| Louise                                            | 1171 | 1744 |
| Tonight                                           | 1866 | -    |

1. ↑  Een '-' betekent dat het nummer niet was genoteerd en een vetgedrukt getal geeft de hoogste notering van een nummer aan.
2. ↑  2016 was het eerste jaar met een notering voor Jett Rebel.
3. ↑  Deze tabel is bijgewerkt tot en met de laatste editie (2024).